# Tour de Selangor
Le Tour de Selangor est une course cycliste à étapes, organisée en Malaisie dans le Selangor et créée en 2017. Elle fait partie de l'UCI Asia Tour en catégorie 2.2. La course se déroule sur cinq étapes autour de Shah Alam.

## Palmarès
| Année | Vainqueur            | Deuxième                | Troisième            |
| ----- | -------------------- | ----------------------- | -------------------- |
| 2017  | Muhamad Zawawi Azman | Nik Mohd Azwan Zulkifle | Ryohei Komori        |
| 2018  | Course non organisée | Course non organisée    | Course non organisée |
| 2019  | Marcus Culey         | Loïc Desriac            | Shotaro Watanabe     |